# Lawrence Humphrey
Lawrence Humphrey (nebo Laurence Humfrey, česky Vavřinec Humphrey, 1525–1527? Newport Pagnell – 1. února 1589 Oxford) byl anglický teolog a církevní reformátor. Byl představitelem Magdalenské koleje University v Oxfordu a postupně děkanem v Gloucesteru a ve Winchesteru. 

## Život
Humphrey se narodil v Newport Pagnellu, v anglickém hrabství Buckinghamshire. Nejprve získal vzdělání jako lékař na univerzitě v Cambridgi. Dále vystudoval na Magdalenské koleji v Oxfordu teologii. V roce 1549 byl prohlášen bakalářem, v roce 1552 magistrem a v roce 1562 doktorem teologie. Patřil k nejlepším žákům Pietra Mariana Vermiglia, proto získal čtyřleté stipendium  ke studijní cestě do zahraničí. Strávil je v Basileji, Curychu, Frankfurtu nad Mohanem a v Ženevě, kde se seznámil s  předními švýcarskými teology, jejichž věroučné názory přijal. 
Humphrey se vrátil do Anglie po nástupu královny Alžběty I. V roce 1560 byl jmenován královským profesorem bohosloví v Oxfordu a byl doporučen arcibiskupem Parkerem a dalšími ke zvolení prezidentem Magdalenské koleje. V roce 1561 Humphrey tuto kolej proměnil v baštu puritanismu.
V 1564 byli Humphrey a jeho přítel Thomas Sampson, děkan koleje Christ Church v Oxfordu, předvoláni kvůli odmítání nosit předepsaná církevní roucha. Tím začal spor o roucha, kterého se účastnili mnozí britští i zahraniční teologové, například Humphreyův žák Jeroným III. Šlik. Navzdory nátlaku se Humphrey odmítl podřídit a v roce 1566 mu bylo povoleno, aby kázal bez roucha.
V témže roce se Humphrey zúčastnil ceremonií při návštěvě královny Alžběty I. v Oxfordu. Při té příležitosti měl na sobě svůj lékařský plášť a hábit, který mu královna schválila. V roce 1571 byl jmenován děkanem v Gloucesteru a v roce 1580 děkanem ve Winchesteru. V roce 1585 jej přemluvil biskup Cooper, aby obnovil své právo ke kapli Magdalenské koleje v Cambridgi. 
Zemřel 1. února 1590 a byl pohřben v kapli této koleje, kde je na jeho památku vztyčen epitaf. Jeho portrét visí v Magdalenské koleji.

## Dílo
Humphrey byl plodným spisovatelem teologických a jiných spisů. Mimo jiné napsal životopis svého přítele a mecenáše biskupa Jewela, který vyšel tiskem v roce 1573, dále psal knihy proti jezuitům.

## Rodina
Na začátku vlády královny Alžběty I. se Lawrence Humphrey oženil s Joan Inkfordbyovou, dcerou Andrewa Inkfordbyho z Ipswiche. Měli sedm synů a pět dcer. Joan zemřela 27. srpna 1611 ve svých 74 letech.